# Mosquée Fethija
La mosquée Fethija est située en Bosnie-Herzégovine, dans la ville de Bihać et sur le territoire de la Ville de Bihać. Construite au XIIIe ou XIVe siècle en tant qu'église catholique dédiée à saint Antoine de Padoue, elle a été convertie en mosquée au moment de la conquête ottomane. Elle est inscrite sur la liste des monuments nationaux de Bosnie-Herzégovine.